# Andi Gutmans

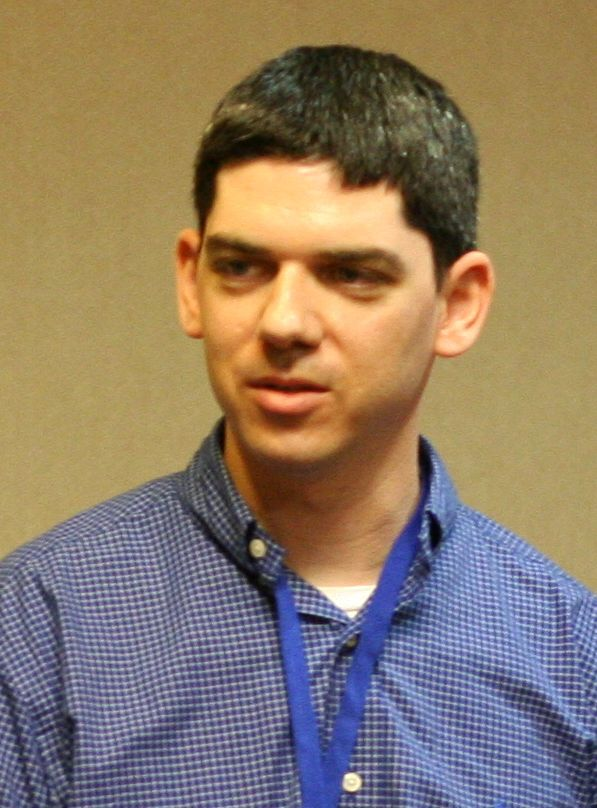
Gutmans, 2006.

Andi Gutmans (en hebreo: אנדי גוטמנס‎) es un programador Israelí de origen suizo, desarrollador de PHP y cofundador de la empresa Zend Technologies. Egresado del Technion, el Instituto Israelí de Tecnología en Haifa, Gutmans y su compañero de clases Zeev Suraski crearon PHP 3 en 1997. En 1999 escribieron conjuntamente el llamado Zend Engine, que es el núcleo de PHP 4, y fundaron la empresa Zend Technologies, la cual ha estado monitorizando y estimulando el desarrollo de PHP, incluyendo la distribución actual, PHP 5. El nombre Zend es una contracción de sus nombres, Zeev y Andi.
Gutmans es actualmente el director ejecutivo de Zend Technologies. Antes de ser promovido a director ejecutivo en febrero de 2009 el lideraba el área de I&D de Zend, incluyendo el desarrollo de todos los productos de Zend, y las contribuciones de la compañía a los proyectos de código abierto Zend Framework y PHP Development Tools. Gutmans ha participado en Zend en su financiamiento corporativo, y además tiene alianzas con compañías como Adobe, IBM, Microsoft y Oracle.
Gutmans es además miembro de la junta de gobierno de la Eclipse Foundation (a la cual se unió en octubre del año 2005), miembro emérito de la Apache Software Foundation, y estuvo nominado para un FSF Award for the Advancement of Free Software en 1999.
En el año 2004, escribió un libro llamado "PHP 5 Power Programming" conjuntamente con Stig Bakken y Derick Rethans.
Gutmans fue reconocido por la revista ComputerWorld en julio de 2007 en su artículo “40 Under 40: 40 Innovative IT People to Watch, Under the Age of 40.”